# 備中呉妹駅
備中呉妹駅（びっちゅうくれせえき）は、岡山県倉敷市真備町尾崎井野にある、井原鉄道井原線の駅。

## 歴史
- 1999年（平成11年）1月11日：井原線開業と同時に設置[1]。

## 駅構造
神辺方面に向かって右側に単式ホーム1面1線のホームを持つ、築堤上の高架駅（停留所）。ホーム下の北西寄りに待合室があるが、自動券売機等は設置されていない。無人駅であり、ホームそのものへは直接上がる形になっている。
駅名標に「昔人との出会いとやすらぎの地」をイメージしたイラストが描かれている。

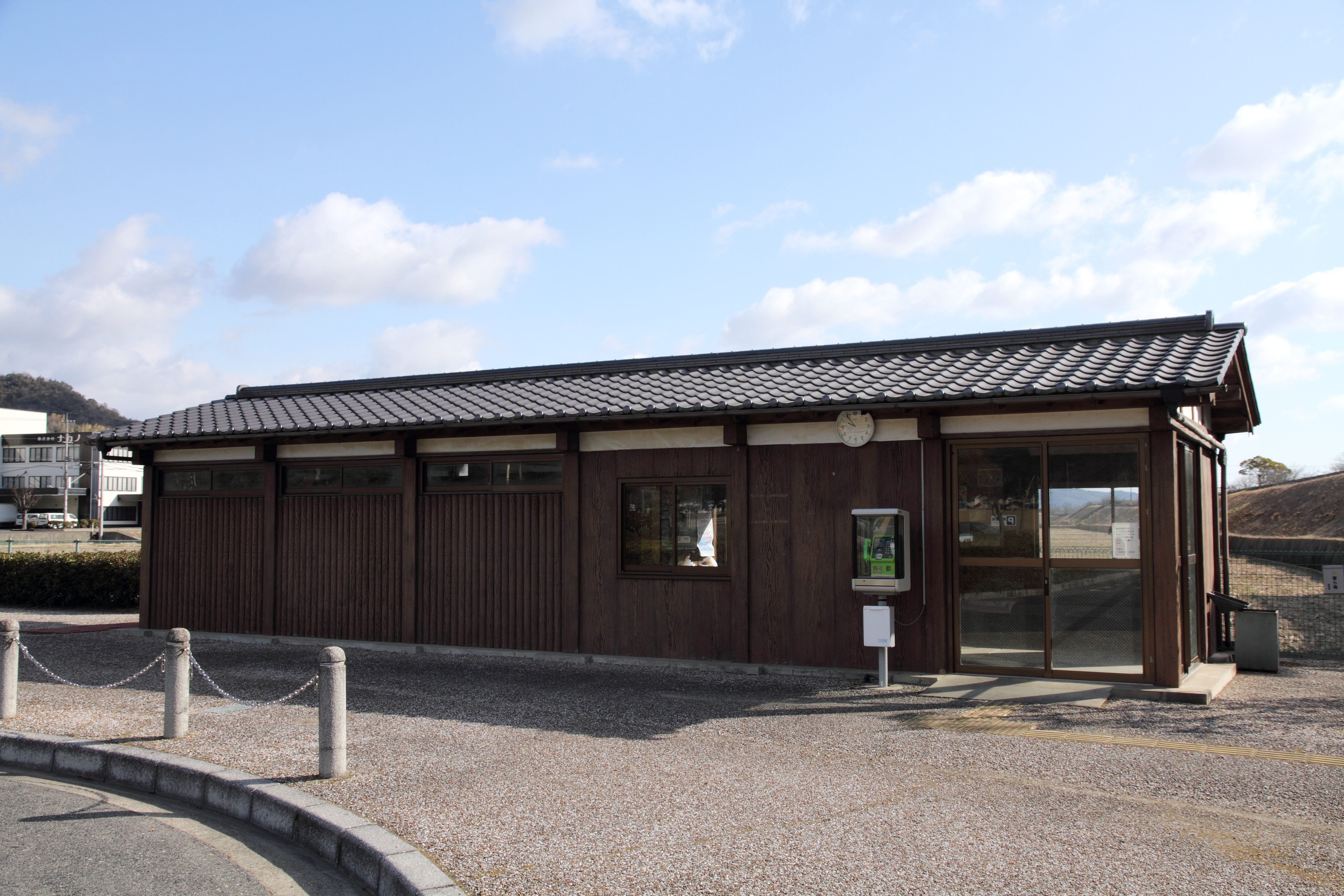
待合室（2022年2月）
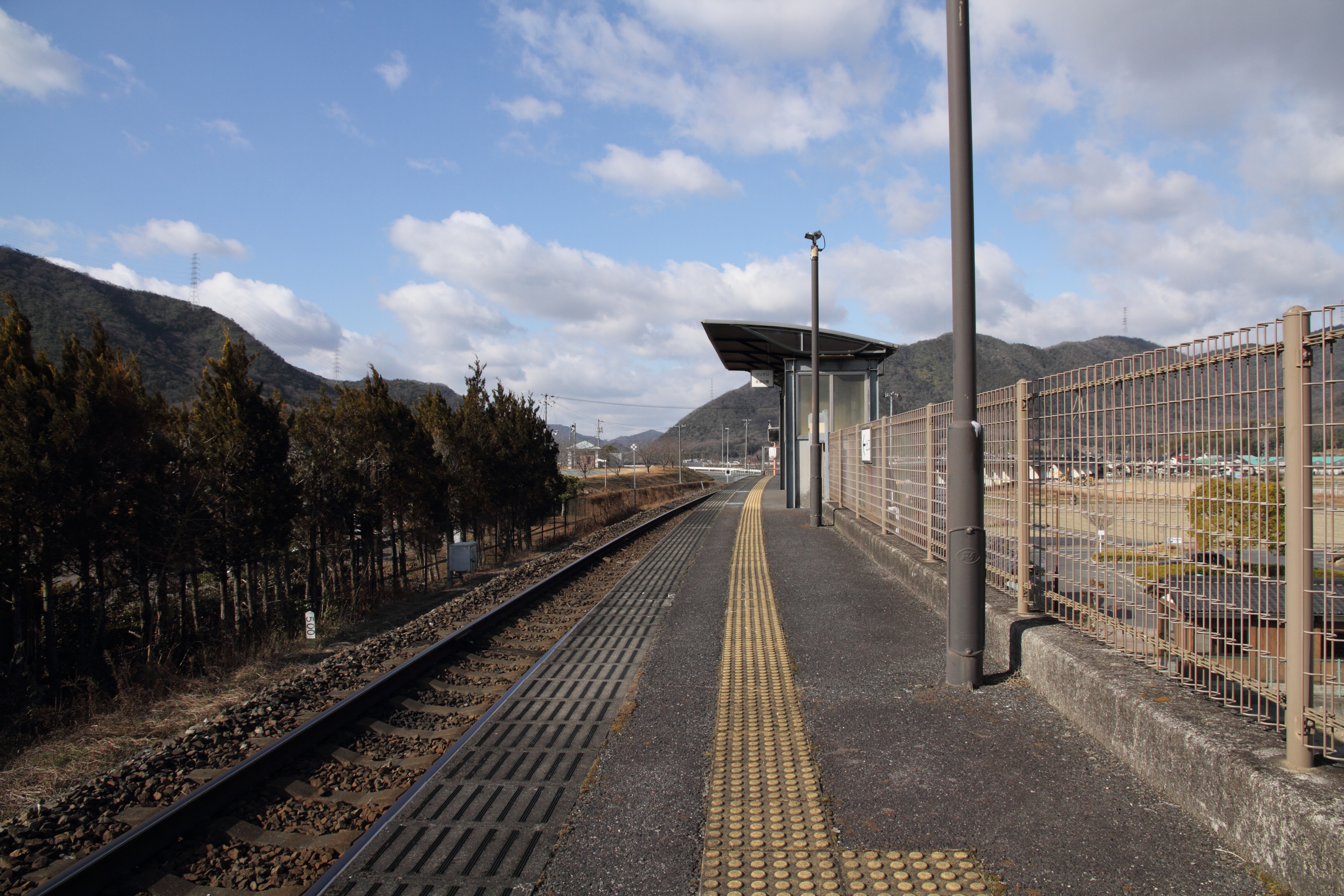
構内（2022年2月）

## 利用状況
| 1日乗降人員推移 | 1日乗降人員推移 |
| 年度            | 1日平均人数     |
| --------------- | --------------- |
| 2011年          | 97              |
| 2012年          | 97              |
| 2013年          | 87              |
| 2014年          | 87              |
| 2015年          | 87              |
| 2016年          | 87              |
| 2017年          | 87              |
| 2018年          | 87              |
| 2019年          | 87              |

## 駅周辺
- 倉敷市立呉妹小学校
- 国道486号
- 小田川

## その他
- 「呉妹」は真備町尾崎・真備町妹の地域がかつて吉備郡呉妹村で当地に村役場があったことに由来する。
- 駅名に「備中」とついているが「呉妹」と名乗る駅は全国で当駅のみ。なお、「呉妹」と名乗る駅は全国で当駅しかないのに「備中」が付いている理由は不明であるが、中国JRバス矢掛線のバス停の「備中石田」と「呉妹」の間に当駅は位置する[3][4][注釈 1]。
- パークアンドライド用に、駅前に28台分の駐車場がある。

## 隣の駅
井原鉄道
■井原線
吉備真備駅 - 備中呉妹駅 - 三谷駅